# Siren Ennaceur
Siren Ennaceur (arabe : سيران الناصر), née Siren Mønstre en 1940 à Bergen en Norvège, est l'épouse norvégienne du président tunisien par intérim Mohamed Ennaceur et la Première dame de Tunisie en 2019.

## Biographie

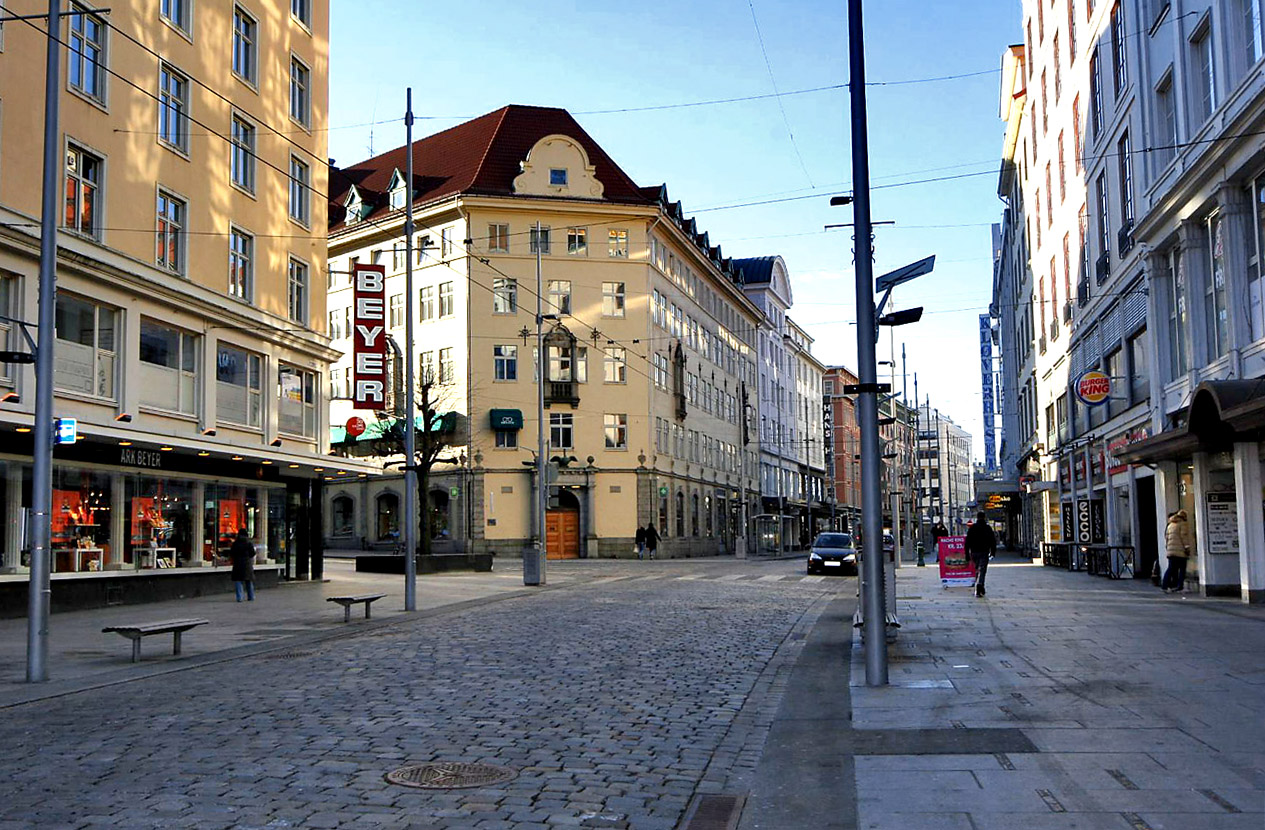
Bergen, ville natale de Siren Ennaceur.

À l'âge de seize ans, elle rencontre Mohamed Ennaceur alors qu'il est étudiant en France. Trois ans plus tard, elle s'installe en Tunisie avec son nouveau mari, qu'elle épouse vers 1959. Le couple a cinq enfants. Son fils Slim, nageur, scénographe et décorateur, meurt en 2013.
Avant ses trente ans, elle préside l'Association tunisienne de la santé mentale. Après cela, elle s'implique dans la société civile tunisienne et internationale en créant un club.
Elle devient la Première dame de Tunisie le 25 juillet 2019, lors de l'investiture de son mari en tant que président de la République par intérim après le décès du président Béji Caïd Essebsi.
Sa première apparition à ce poste a lieu au palais présidentiel de Carthage lors de la célébration de la 63e Fête nationale de la femme le 13 août.